# Prueba de perlas
La prueba de perlas es un ensayo tradicional del análisis inorgánico cualitativo para probar la presencia de ciertos metales. La más antigua es la prueba de perlas de bórax o la prueba de ampolla. Fue introducido por Jacob Berzelius en 1812. Desde entonces se utilizaron otras sales como fundentes, como el carbonato de sodio o el fluoruro de sodio.

## Perla de bórax
Se hace un pequeño lazo o anillo en el extremo de un alambre de platino o nicromo y se calienta en un mechero Bunsen hasta que esté al rojo vivo. Inmediatamente se sumerge el extremo con el lazo, en bórax en polvo, y se mantiene en la parte más caliente de la llama, donde se dilata a medida que pierde su agua de cristalización y luego se contrae, formando una perla de vidrio transparente e incolora (una mezcla de metaborato de sodio y anhídrido bórico).
La perla se deja enfriar, se humedece y se sumerge en la muestra que se va a analizar de manera que solo una pequeña cantidad de la sustancia se adhiera a la perla. Si se usa demasiada sustancia, la perla se volverá oscura y opaca impidiendo el correcto análisis de color. A continuación, la perla y la sustancia adherida se calientan en la parte inferior de la llama reductora, se dejan enfriar y se observa el color. Finalmente se calienta en la parte superior, oxidante, de la llama, se deja enfriar y se observa nuevamente el color. Después de la prueba, la perla se retira calentándola hasta el punto de fusión y sumergiéndola en un recipiente con agua.
Las perlas de colores característicos se producen con sales de cobre, hierro, cromo, manganeso, cobalto y níquel.
Tabla de reacciones obtenidas con bórax
| Metal     | Llama oxidante   | Llama oxidante    | Llama reductora       | Llama reductora         |
| Metal     | Caliente         | Frío              | Caliente              | Frío                    |
| --------- | ---------------- | ----------------- | --------------------- | ----------------------- |
| Aluminio  | Incoloro         | Incoloro          | Incoloro              | Incoloro                |
| Antimonio | Amarillo pálido  | Incoloro o blanco | Amarillo pálido       | Incoloro                |
| Bario     | Incoloro         | Incoloro u opaco  | Incoloro              | Incoloro u opaco        |
| Bismuto   | Amarillo pálido  | Incoloro o blanco | Gris                  | Gris                    |
| Cadmio    | Amarillo pálido  | Incoloro o blanco | Amarillo pálido       | Incoloro                |
| Calcio    | Incoloro         | Incoloro u opaco  | Incoloro              | Incoloro u opaco        |
| Cerio     | Amarillo         | Amarillo pálido   | Incoloro              | Incoloro                |
| Cobre     | Verde            | Azul cielo        | Incoloro a verde fino | Rojo opaco, óxido       |
| Hierro    | Amarillo intenso | Amarillo          | Verde botella         | Verde botella, opaco    |
| Manganeso | Violeta          | Violeta rojizo    | Incoloro              | Incoloro                |
| Cobalto   | Azul profundo    | Azul profundo     | Azul                  | Azul                    |
| Níquel    | Violeta          | Marrón rojizo     | Gris opaco            | Gris opaco              |
| Plata     | Incoloro         | Incoloro          | Gris opaco            | Gris opaco              |
| Vanadio   | Amarillo         | Verde amarillento | Verde sucio           | Verde fino              |
| Uranio    | Amarillo intenso | Amarillo          | Verde pálido          | Verde pálido a incoloro |
| Cromo     | Amarillo         | Verde amarillento | Verde                 | Verde                   |
| Platino   | Incoloro         | Incoloro          | Gris opaco            | Gris opaco              |
| Oro       | Amarillo-marrón  | Amarillo-marrón   | Gris, opaco           | Gris opaco              |
| Estaño    | Incoloro         | Incoloro o blanco | Incoloro opaco        | Incoloro opaco          |
| Titanio   | Amarillo pálido  | Incoloro o blanco | Grisáceo              | Violeta-marrón          |
| Tungsteno | Amarillo pálido  | Incoloro o blanco | Amarillo              | Marrón amarillento      |
| Magnesio  | Incoloro         | Incoloro u opaco  | Incoloro              | Incoloro u opaco        |
| Molibdeno | Amarillo pálido  | Incoloro o blanco | Marrón                | Marrón                  |
| Estroncio | Incoloro         | Incoloro u opaco  | Incoloro              | Incoloro u opaco        |
| Torio     | Incoloro         | Incoloro u opaco  | Incoloro              | Incoloro u opaco        |
| Itrio     | Incoloro         | Incoloro u opaco  | Incoloro              | Incoloro u opaco        |
| Neodimio  | Rosa pálido      | Rosa pálido       | Rosa pálido           | Rosa pálido             |
| Silicio   | Incoloro         | Incoloro          | Incoloro              | Incoloro                |
| Germanio  | Incoloro         | Incoloro          | Incoloro u opaco      | Incoloro u opaco        |